# Japansk rosenrot
Rosenrot (Rhodiola ishidae) är en art i familjen fetbladsväxter från Japan, där den växer bland gräs på steniga och klippiga platser. Kan odlas som trädgårdsväxt i Sverige, men känslig för väta vintertid.
Flerårig ört med upprätta stjälkar och som blir 20-25 cm hög. Bladen är gröna, omvänt lansettlika, starkt avsmalnade i båda ändar, djupt tandade men något genomskinlig kant. Blommorna är gulaktiga eller rosa. Blommar under senvåren.

## Synonymer
Rhodiola himalensis var. ishidae (Miyabe & Kudo) Jacobsen
Sedum ishidae Miyabe & Kudo